# Ritratto d'uomo (Giovanni Bellini Firenze)
Il Ritratto d'uomo è un dipinto olio su tavola (31x26 cm) di Giovanni Bellini, databile al 1490-1500 circa e conservato nella Galleria degli Uffizi a Firenze.

## Storia
Il dipinto è ricordato per la prima volta negli inventari del 1753, come autoritratto del pittore. L'identificazione si basava unicamente su una somiglianza, per altro limitata a pochi elementi, con la tavola nella Galleria Capitolina.
Alcuni hanno suggerito accostamenti ad altre opere, per determinarne una datazione. Gamba al ritratto n. 117 di Hampton Court; Heinemann al ritratto n. 116 della Walker Art Gallery di Liverpool.

## Descrizione e stile
Il ritratto riprende i modi in voga dagli ultimi decenni del XV secolo, con figure di tre quarti ritratti di busto dietro a un parapetto, dove normalmente si trova apposta la firma del pittore (IOANNES BELLINVS), che in questo caso è però forse apocrifa. L'opera testimonia il rinnovato contatto tra fiamminghi e italiani sul volgere del secolo, con forti consonanze con l'opera, ad esempio, di Hans Memling.
Il soggetto è un giovane di circa trent'anni, con una vaporosa capigliatura allora di moda e un vestito nero con berretta dello stesso colore, che certifica la sua posizione socialmente benestante, poiché si trattava di una delle colorazioni più costose per i tessuti. Il volto è tranquillo e imperturbabile, come altre opere dell'artista.
Il cielo nuvoloso dello sfondo, identico a quello dell'opera alla Pinacoteca Capitolina, si adatta cromaticamente al ritratto.

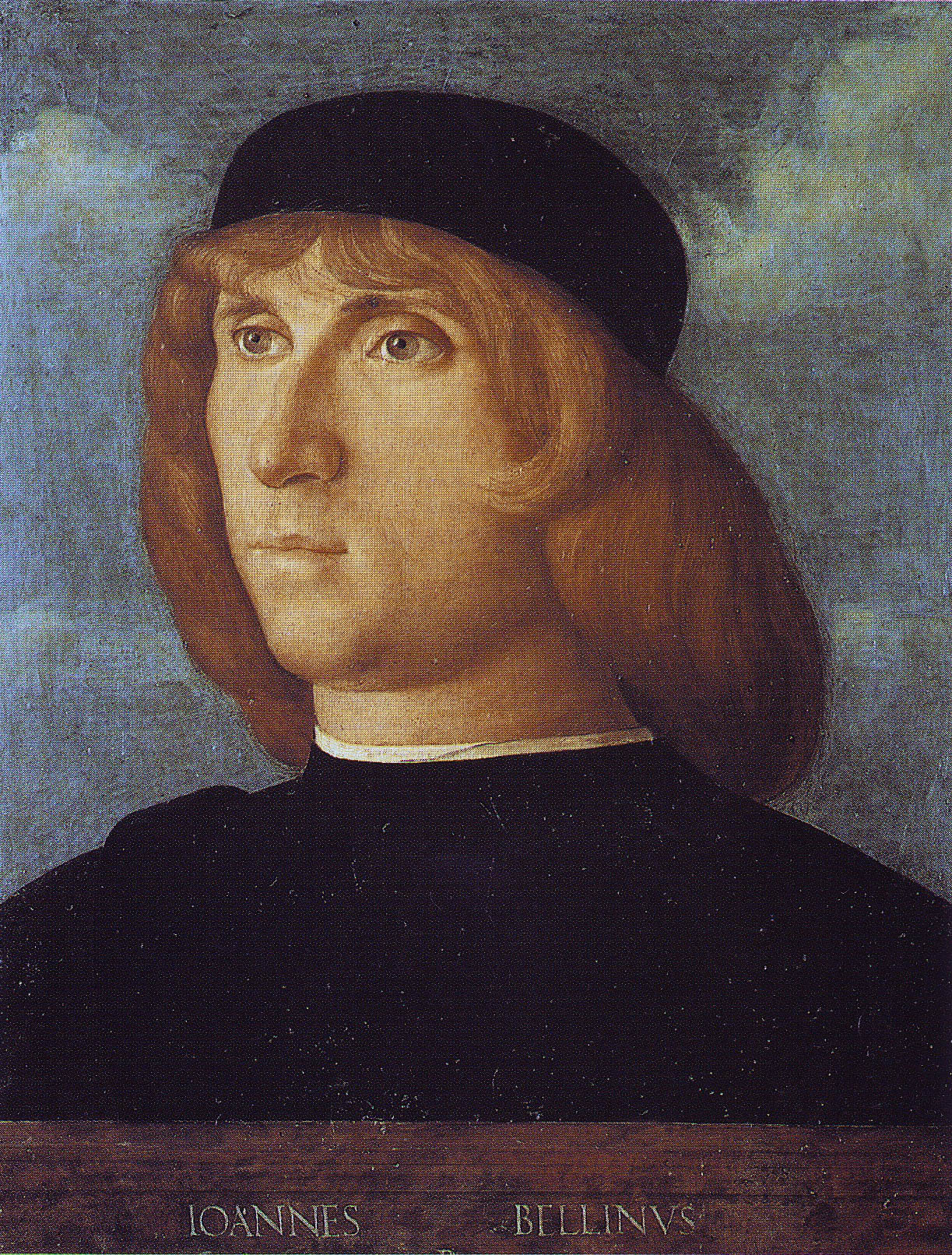
Ritratto virile, Pinacoteca Capitolina, Roma
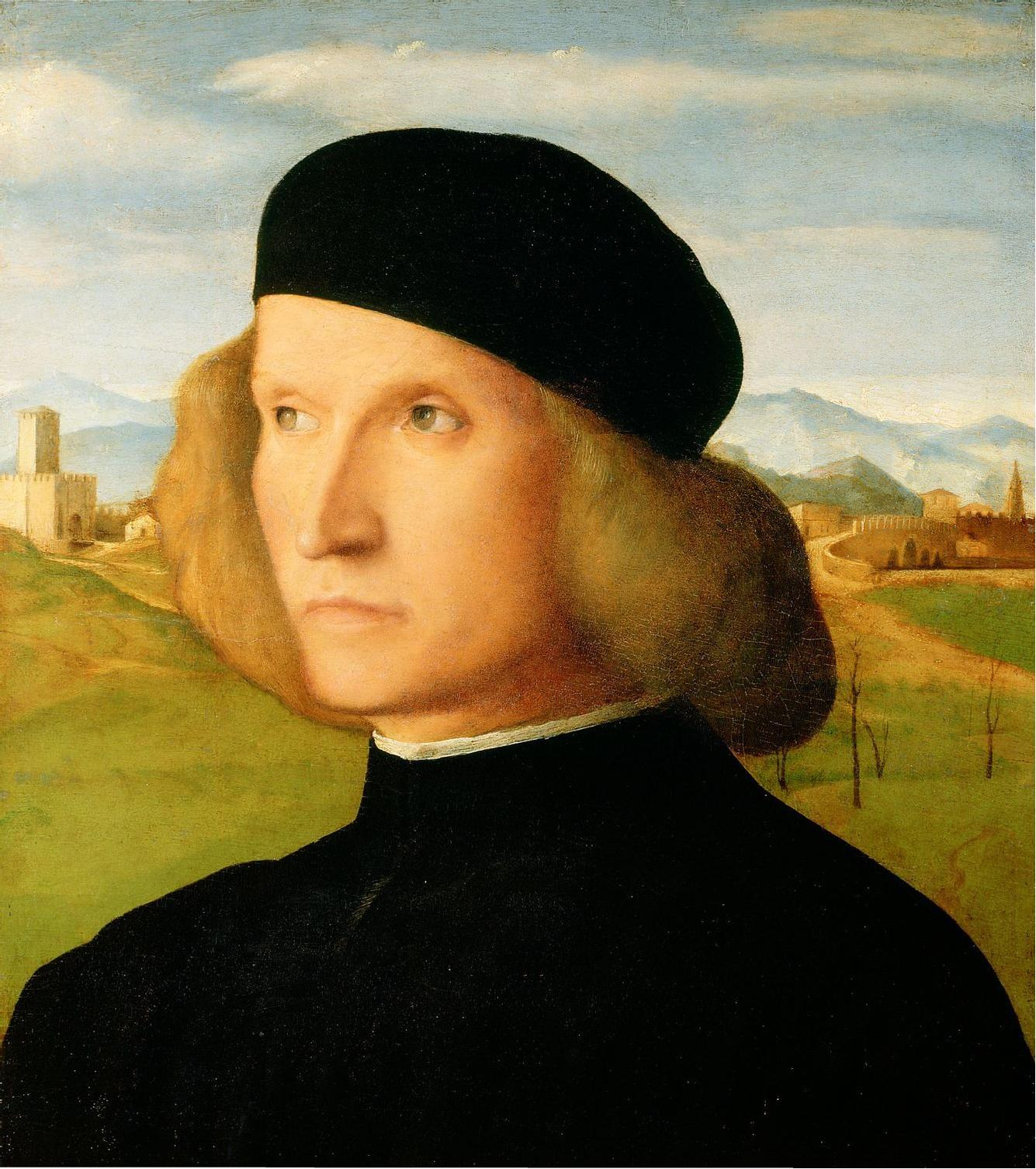
Ritratto virile, Hampton Court